# Maciej Starnawski
Maciej Starnawski (ur. 9 listopada 1984 w Radomiu) – polski piosenkarz, chórzysta, muzyk sesyjny i multiinstrumentalista.
Współpracował z wieloma wykonawcami, takimi jak Michał Wiśniewski, Paulina Ignasiak, Wojciech Olszak, Marcin Nowakowski, Ania Szarmach, Kamil Barański, Jakub Molęda, Krzysztof Zalewski czy Skubas.

## Życiorys
Jest synem Magdaleny i Wojciecha Starnawskich. Był uczniem PSM w Radomiu. Ukończył studia na Wydziale Jazzu i Muzyki Rozrywkowej Akademii Muzycznej w Katowicach.
W 2003 zwyciężył w konkursie wokalnym „Drzwi do kariery” organizowanym przez Michała Wiśniewskiego w ramach programu TVN Jestem jaki jestem. 26 czerwca 2003 wydał debiutancki album pt. Drzwi do kariery, na którym znalazły się takie utwory jak: „Nie ma takich gór” czy „Gdzie jest ten świat?”.
W 2008 z producentem Marcinem Urbanem pod nazwą Starnawski & Urban Noiz dostał się do finału krajowych eliminacji do konkursu 53. Konkursu Piosenki Eurowizji. W tym samym roku brał udział w cyklu koncertów studentów Akademii Muzycznej w Katowicach – Fajfy z jazzem – koncertów rejestrowanych i retransmitowanych przez TVP3 Katowice. 1 marca 2009 wykonał w czasie benefisu Sławomira Idziaka utwór „Stitched Up” Herbiego Hancocka.
Jest członkiem zespołu DoriFi oraz akompaniatorem w programie rozrywkowym TVP2 The Voice of Poland.
Nagrał kilka solowych utworów: „Dzień Ojca”, „Spokój”, „Pierdolety” (duet z Natalią Grosiak) i „Pani z Telefonu” (z Aleksandrą Radwan).

## Dyskografia
Albumy studyjne
| Rok  | Tytuł                                                                      | Pozycja na liście |
| Rok  | Tytuł                                                                      | POL               |
| ---- | -------------------------------------------------------------------------- | ----------------- |
| 2003 | Drzwi do kariery - Data: 30 czerwca 2003 - Wydawca: Universal Music Polska | 50                |

| Rok  | Tytuł               |
| ---- | ------------------- |
| 2022 | „Dzień Ojca” (live) |
| 2022 | „Spokój”            |
| 2022 | „Pierdolety”        |
| 2023 | „B”                 |
| 2024 | „Pani z Telefonu”   |